# Concrete (Crystal Castles)
Concerete è un singolo musicale del duo canadese Crystal Castles; è stato pubblicato il 6 luglio 2016 ed è tratto dall'album Amnesty (I).

## Video musicale
il video ed stato pubblicato sul YouTube dal 5 Luglio 2016 dalla pagina ufficiale Vevo.

## Tracce
1. Concrete – 3:16